# Golden Joe
 (novembre 2022).
Golden Joe est une pièce de théâtre d’Éric-Emmanuel Schmitt mise en scène par Gérard Vergez et représentée pour la première fois au CADO d'Orléans, le 6 janvier 1995, repris à Paris le 1er février 1995 au Théâtre de la Porte-Saint-Martin.

## Résumé
Golden Joe est à la tête de la City londonienne. Il est le maître de son empire financier et règne sur tous les autres, sa vie se résume au pouvoir et à l’argent. Être ou ne pas être, Golden Joe ne s'est jamais posé la question. Avoir est son maître mot ; posséder, sa seule préoccupation. La mort de son père et l'apparition de son fantôme dans la salle des transactions va le faire s'interroger sur ce qu'il est vraiment et pour la première fois, il découvrira l’odeur des autres. Il n'avait jamais pensé qu'on pût aimer, souffrir, rire ou pleurer. Il essaie alors de rétablir l’équilibre, de briser le pouvoir de l’argent, de tendre la main aux plus démunis. En somme, il essaie d’être humain. Réussira-t-il ? S’il est encore temps pour lui, n’est-il pas trop tard pour la société, gangrenée par le profit ?

## Fiche technique
- Mise en scène : Gérard Vergez
- Décor : Carlo Tommasi
- Lumières : André Diot
- Musique : Angélique et Jean-Claude Nachon
- Costumes : Florence Emir
- Assistant à la mise en scène : Denis Lemaître

## Distribution
- Robin Renucci : Joe
- Francine Berge : Meg
- Sandrine Dumas : Cécily
- Bruno Slagmulder : Guilden
- Jacques Zabor : Archiblad
- André Penvern : Steelwood
- Olivier Pajot: Weston
- Erick Deshors : Rosen
- Michel Such : Arthur
- Bruno Alain : Fortin
- François Gamard : Brass
- Mia Koumpan : la bonne

## Éditions
Édition imprimée originale
- Éric-Emmanuel Schmitt, Golden Joe, Paris, éd. Albin Michel, 5 janvier 1995, 182 p., 130mm x 200mm (ISBN 978-2-226-23670-8, lire en ligne)

Édition imprimée au format de poche
- Éric-Emmanuel Schmitt, Golden Joe, Variations énigmatiques, Le Libertin (Théâtre, Tome 2), Paris, Librairie générale française, coll. « Le Livre de poche », 26 novembre 2003, 320 p., 18 cm (ISBN 978-2-253-15599-7)